# شو تشينغ
شو تشينغ (بالصينية: 許晴) مواليد 22 يناير 1969 في بكين، الصين، هي ممثلة الصين بدأت مسيرتها الفنية عام 1990.

## الأعمال

### أفلام
- صانع الحلقة (الدور: زوجة جو (الكبيرة))

## روابط خارجية
- شو تشينغ على موقع IMDb (الإنجليزية)
- شو تشينغ على موقع قاعدة بيانات الفيلم (الإنجليزية)